# 栃木県道346号みかも山公園線
栃木県道346号みかも山公園線（とちぎけんどう346ごう みかもやまこうえんせん）は、栃木県佐野市内を通る一般県道である。

## 路線概要
- 指定：1999年（平成11年）4月1日
- 距離：0.792km
- 起点：栃木県佐野市黒袴町
- 終点：栃木県佐野市関川町（群馬県道・栃木県道67号桐生岩舟線交点）

## 沿線施設
- みかもクリーンセンター･リサイクルプラザ
- 栃木県みかも山公園